# Abbaye Saint-Pierre-des-Tourettes d'Apt
Pour les articles homonymes, voir Tourette.
L'abbaye Saint-Pierre-des-Tourettes est un bâtiment religieux situé à Apt, dans le Vaucluse.

## Histoire
Des traces d'une importante villa gallo-romaine et d'un lieu de culte paléo-chrétien ont été retrouvées sur ce site, avec notamment des fragments de sarcophages à strigiles, ainsi que la partie antérieure d'une vasque en marbre de Carrare (conservé au Musée Calvet d'Avignon). Elle serait de la fin du VIe siècle.
L'Abbaye est fondée au Xe siècle, par les évêques d'Apt. Vendue à la Révolution, elle est transformée en dépôt agricole. C'est à cette époque que l'abside disparait. De l'ensemble des bâtiments, il ne reste, de nos jours, qu'une chapelle. Elle est inscrite au titre des monuments historiques depuis le 9 juillet 2002.

## Construction
L'édifice initial, à nef unique rectangulaire, construit en petits moellons et certainement charpenté, est érigé au XIe siècle. Au cours du XIIe siècle, il est couvert d'une voûte en berceau sur doubleaux, renforcés de contreforts, reliés à leur sommet par des arcs, tel qu'on peut encore le voir dans la proche l'église de Bonnieux. Les déformations de la voûte romane justifient un renforcement de la structure intérieure, l'épaississement des piliers et l'ajout sous les doubleaux d'arcs diaphragmes, de style gothique.

## À voir aussi